# 埃倫伍德 (喬治亞州)
埃倫伍德（英語：Ellenwood）是位於美國喬治亞州克萊頓縣的一個非建制地區。該地的面積和人口皆未知。

## 地理
埃倫伍德的座標為33°36′36″N 84°17′17″W / 33.61000°N 84.28806°W，而該地的平均海拔高度為260米（即853英尺）。